# Чемпионат России по кёрлингу среди женщин 2020
28-й чемпионат России по кёрлингу среди женских команд в группах «А» и «Б» проводился с 10 по 18 декабря 2020 года в городе Сочи на арене ледового дворца спорта «Айсберг».
В турнире группы «А», где разыгрывалось чемпионское звание, принимало участие 10 команд. Ещё 10 команд принимало участие в турнире группы «Б».
Чемпионский титул выиграла команда «Санкт-Петербург 1» (Санкт-Петербург; скип Алина Ковалёва, которая стала чемпионом России среди женщин во 2-й раз и 2-й раз подряд), победившая в финале команду «Краснодарский край 1» (Сочи; скип Анна Сидорова). Бронзовые медали выиграла команда «Московская область 2» (Дмитров; скип Ольга Котельникова).
В группе «Б» победила команда «Краснодарский край 2» (Сочи; скип Ольга Жаркова), второе место заняла команда «Новосибирская область» (скип Александра Стояросова); на чемпионате 2021 года эти две команды переходят в группу «А».
Чемпионат должен был состояться, как обычно, ближе к концу сезона 2019—2020, в апреле 2020, но был перенесён (сначала на «неопределённый срок», а затем уже на декабрь 2020, на окончание первой половины сезона 2020—2021) из-за пандемии коронавируса COVID-19.

## Регламент турнира
Чемпионат включает два этапа — групповой и этап плей-офф. На групповом этапе команды играют по круговой системе в один круг. Места распределяются по общему количеству побед. В случае равенства этого показателя у двух и более команд приоритет отдается преимуществу в личных встречах соперников, при равенстве количества побед у более чем двух команд ранжирование будет по результатам матчей между этими командами, при равенстве этого параметра — по тестовым броскам в дом (англ. Draw Shot Challenge, DSC, в сантиметрах, выше становится команда с меньшим значением). Четыре лучшие команды выходят в плей-офф, где играют по системе Пейджа: сначала играются два матча «1-я команда против 2-й» (плей-офф-1) и «3-я команда против 4-й» (плей-офф-2); победитель плей-офф-1 выходит напрямую в финал, проигравший в полуфинале встречается с победителем плей-офф-2; в матче за 3-е место встречаются проигравший в плей-офф-2 и проигравший в полуфинале.
Команды, занявшие в чемпионате 9-е и 10-е места, покидают группу «А».
Чемпионат в группе «Б» проводится по той же схеме, что и в группе «А» (только длина матчей вместо 10 эндов составляет 8 эндов). Две лучшие команды получают путёвки в группу «А» следующего сезона.
Время начала матчей указано местное (UTC+3).

## Группа «А»

### Составы команд
|     | Команда                         | Четвёртый (скип)     | Третий              | Второй             | Первый                   | Запасной          | Тренер                                |
| --- | ------------------------------- | -------------------- | ------------------- | ------------------ | ------------------------ | ----------------- | ------------------------------------- |
| А1  | Санкт-Петербург 1               | Алина Ковалёва       | Мария Комарова      | Галина Арсенькина  | Екатерина Кузьмина       | Вера Тюлякова     | Анастасия Брызгалова                  |
| А2  | Краснодарский край 1            | Анна Сидорова        | Юлия Портунова      | Людмила Прививкова | Наталья Налимова         |                   | Сергей Беланов, Ефим Жиделев          |
| А3  | Московская область 1            | Влада Румянцева      | Ирина Рязанова      | Анастасия Мищенко  | Александра Кардапольцева | Алина Лёц         | Татьяна Лукина, Марина Веренич        |
| А4  | Московская область 2            | Ольга Котельникова   | Анастасия Москалёва | Дарья Морозова     | Дарья Стёксова           | Дарья Панченко    | Татьяна Лукина, Марина Веренич        |
| А5  | Сборная Москвы                  | Евгения Мамыкина     | Александра Раева    | Равиля Искакова    | Маргарита Баврина        | Лолита Третьяк    | Светлана Калалб, Евгений Архипов      |
| А6  | ШВСМ по ЗВС - Санкт-Петербург   | Анастасия Бабарыкина | Анастасия Беликова  | Виктория Штрекер   | Регина Богданова         | Анна Лукьянчикова | Яна Гаршина                           |
| А7  | Москвич-Зекурион (Москва)       | Алина Биктимирова    | Екатерина Антонова  | Ирина Беляева      | Мария Архипова           | Надежда Лепезина  | Ольга Андрианова, Александр Белявский |
| А8  | Иркутская область - Комсомолл 1 | Елизавета Трухина    | Алина Фахуртдинова  | Валерия Денисенко  | Виктория Десова          | Нина Поликарпова  | Анна Трухина                          |
| А9  | УОР 2 (Санкт-Петербург)         | Ирина Низовцева      | Арина Пянтина       | Надежда Белякова   | Дарья Патрикеева         | Алиса Шенефельдт  | Светлана Яковлева                     |
| А10 | Санкт-Петербург 4               | Маргарита Евдокимова | Анастасия Халанская | Нкеирука Езех      | Мария Дроздова           | Ольга Антонова    | Константин Задворнов, Е.В. Ильиных    |

### Групповой этап
|     | Команда (скип)                                       | А1  | А2   | А3   | А4   | А5   | А6   | А7   | А8   | А9   | А10  | В | П | DSC, см | Место |
| --- | ---------------------------------------------------- | --- | ---- | ---- | ---- | ---- | ---- | ---- | ---- | ---- | ---- | - | - | ------- | ----- |
| А1  | Санкт-Петербург 1 (Алина Ковалёва)                   | *   | 5:7  | 7:6  | 9:2  | 8:1  | 9:2  | 6:5  | 9:4  | 7:4  | 5:4  | 8 | 1 | 49,49   | 1     |
| А2  | Краснодарский край 1 (Анна Сидорова)                 | 7:5 | *    | 6:7  | 9:1  | 7:4  | 6:4  | 6:3  | 7:3  | 9:5  | 11:2 | 8 | 1 | 84,91   | 2     |
| А3  | Московская область 1 (Влада Румянцева)               | 6:7 | 7:6  | *    | 8:9  | 6:7  | 8:9  | 7:9  | 13:6 | 4:9  | 6:7  | 2 | 7 | 87,05   | 10    |
| А4  | Московская область 2 (Ольга Котельникова)            | 2:9 | 1:9  | 9:8  | *    | 6:4  | 9:7  | 10:7 | 10:5 | 10:4 | 4:8  | 6 | 3 | 42,61   | 3     |
| А5  | Сборная Москвы (Евгения Мамыкина)                    | 1:8 | 4:7  | 7:6  | 4:6  | *    | 7:8  | 3:11 | 5:6  | 7:8  | 4:3  | 2 | 7 | 51,80   | 9     |
| А6  | ШВСМ по ЗВС - Санкт-Петербург (Анастасия Бабарыкина) | 2:9 | 4:6  | 9:8  | 7:9  | 8:7  | *    | 7:10 | 2:7  | 5:9  | 4:2  | 3 | 6 | 82,81   | 8     |
| А7  | Москвич-Зекурион (Алина Биктимирова)                 | 5:6 | 3:6  | 9:7  | 7:10 | 11:3 | 10:7 | *    | 6:14 | 10:2 | 4:7  | 4 | 5 | 64,93   | 6     |
| А8  | Иркутская область - Комсомолл 1 (Елизавета Трухина)  | 4:9 | 3:7  | 6:13 | 5:10 | 6:5  | 7:2  | 14:6 | *    | 9:3  | 6:7  | 4 | 5 | 49,09   | 5     |
| А9  | УОР 2 (Ирина Низовцева)                              | 4:7 | 5:9  | 9:4  | 4:10 | 8:7  | 9:5  | 2:10 | 3:9  | *    | 9:3  | 4 | 5 | 76,30   | 7     |
| А10 | Санкт-Петербург 4 (Маргарита Евдокимова)             | 4:5 | 2:11 | 7:6  | 8:4  | 3:4  | 2:4  | 7:4  | 7:6  | 3:9  | *    | 4 | 5 | 92,09   | 4     |

     Проходят в плей-офф
     На чемпионате 2021 года выбывают в турнир группы «Б»

### Плей-офф
|  | Четвертьфиналы | Четвертьфиналы                            | Четвертьфиналы                            |   |  | Полуфинал | Полуфинал                            | Полуфинал |  |  | Финал                                | Финал                              | Финал |
|  |                |                                           |                                           |   |  |           |                                      |           |  |  |                                      |                                    |       |
|  | 1              | Санкт-Петербург 1 (Алина Ковалёва)        | 8                                         |   |  |           |                                      |           |  |  |                                      |                                    |       |
|  | 2              | Краснодарский край 1 (Анна Сидорова)      | 6                                         |   |  |           |                                      |           |  |  |                                      | Санкт-Петербург 1 (Алина Ковалёва) | 8     |
|  |                |                                           |                                           |   |  |           | Краснодарский край 1 (Анна Сидорова) | 9         |  |  | Краснодарский край 1 (Анна Сидорова) | 3                                  |       |
|  |                |                                           | Московская область 2 (Ольга Котельникова) | 1 |  |           |                                      |           |  |  |                                      |                                    |       |
|  | 3              | Московская область 2 (Ольга Котельникова) | 7                                         |   |  |           |                                      |           |  |  |                                      |                                    |       |
|  | 4              | Санкт-Петербург 4 (Маргарита Евдокимова)  | 3                                         |   |  |           |                                      |           |  |  |                                      |                                    |       |

|  | Матч за 3-е место                         |                                           |                                           |                                           |                                           |                                           |                                           |                                           |                                           |   |
|  |                                           |                                           |                                           |                                           |                                           |                                           |                                           |                                           |                                           |   |
|  | Московская область 2 (Ольга Котельникова) | Московская область 2 (Ольга Котельникова) | Московская область 2 (Ольга Котельникова) | Московская область 2 (Ольга Котельникова) | Московская область 2 (Ольга Котельникова) | Московская область 2 (Ольга Котельникова) | Московская область 2 (Ольга Котельникова) | Московская область 2 (Ольга Котельникова) | Московская область 2 (Ольга Котельникова) | 8 |
|  | Московская область 2 (Ольга Котельникова) | Московская область 2 (Ольга Котельникова) | Московская область 2 (Ольга Котельникова) | Московская область 2 (Ольга Котельникова) | Московская область 2 (Ольга Котельникова) | Московская область 2 (Ольга Котельникова) | Московская область 2 (Ольга Котельникова) | Московская область 2 (Ольга Котельникова) | Московская область 2 (Ольга Котельникова) | 8 |
|  | Санкт-Петербург 4 (Маргарита Евдокимова)  | Санкт-Петербург 4 (Маргарита Евдокимова)  | Санкт-Петербург 4 (Маргарита Евдокимова)  | Санкт-Петербург 4 (Маргарита Евдокимова)  | Санкт-Петербург 4 (Маргарита Евдокимова)  | Санкт-Петербург 4 (Маргарита Евдокимова)  | Санкт-Петербург 4 (Маргарита Евдокимова)  | Санкт-Петербург 4 (Маргарита Евдокимова)  | Санкт-Петербург 4 (Маргарита Евдокимова)  | 5 |
|  | Санкт-Петербург 4 (Маргарита Евдокимова)  | Санкт-Петербург 4 (Маргарита Евдокимова)  | Санкт-Петербург 4 (Маргарита Евдокимова)  | Санкт-Петербург 4 (Маргарита Евдокимова)  | Санкт-Петербург 4 (Маргарита Евдокимова)  | Санкт-Петербург 4 (Маргарита Евдокимова)  | Санкт-Петербург 4 (Маргарита Евдокимова)  | Санкт-Петербург 4 (Маргарита Евдокимова)  | Санкт-Петербург 4 (Маргарита Евдокимова)  | 5 |

Четвертьфиналы. 16 декабря, 10:30
1-я команда против 2-й
| Площадка F                           | 1 | 2 | 3 | 4 | 5 | 6 | 7 | 8 | 9 | 10 | Всего |
| Санкт-Петербург 1 (Алина Ковалёва)   | 0 | 0 | 1 | 1 | 0 | 3 | 0 | 2 | 0 | 1  | 8     |
| Краснодарский край 1 (Анна Сидорова) | 1 | 0 | 0 | 0 | 1 | 0 | 2 | 0 | 2 | 0  | 6     |

3-я команда против 4-й
| Площадка B                                | 1 | 2 | 3 | 4 | 5 | 6 | 7 | 8 | 9 | 10 | Всего |
| Санкт-Петербург 4 (Маргарита Евдокимова)  | 0 | 0 | 0 | 1 | 0 | 0 | 2 | 0 | 0 | X  | 3     |
| Московская область 2 (Ольга Котельникова) | 2 | 0 | 1 | 0 | 0 | 1 | 0 | 1 | 2 | X  | 7     |

Полуфинал. 16 декабря, 18:00
| Площадка E                                | 1 | 2 | 3 | 4 | 5 | 6 | 7 | 8 | 9 | 10 | Всего |
| Краснодарский край 1 (Анна Сидорова)      | 0 | 0 | 4 | 0 | 2 | 3 | X | X | X | X  | 9     |
| Московская область 2 (Ольга Котельникова) | 0 | 0 | 0 | 1 | 0 | 0 | X | X | X | X  | 1     |

Матч за 3-е место. 17 декабря, 10:30
| Команда                                   | 1 | 2 | 3 | 4 | 5 | 6 | 7 | 8 | 9 | 10 | Всего |
| Московская область 2 (Ольга Котельникова) | 1 | 0 | 2 | 2 | 0 | 1 | 0 | 2 | 0 | X  | 8     |
| Санкт-Петербург 4 (Маргарита Евдокимова)  | 0 | 1 | 0 | 0 | 2 | 0 | 1 | 0 | 1 | X  | 5     |

Финал. 17 декабря, 10:30
| Команда                              | 1 | 2 | 3 | 4 | 5 | 6 | 7 | 8 | 9 | 10 | Всего |
| 'Санкт-Петербург 1 (Алина Ковалёва)' | 1 | 0 | 1 | 2 | 0 | 1 | 3 | 0 | X | X  | 8     |
| Краснодарский край 1 (Анна Сидорова) | 0 | 1 | 0 | 0 | 1 | 0 | 0 | 1 | X | X  | 3     |

## Группа «Б»

### Составы команд
|     | Команда                    | Четвёртый (скип)       | Третий                | Второй                | Первый           | Запасной             | Тренер                           |
| --- | -------------------------- | ---------------------- | --------------------- | --------------------- | ---------------- | -------------------- | -------------------------------- |
| Б1  | Москвич 1 (Москва)         | Ксения Новикова        | Наталия Губанова      | Дарья Цхведанашвили   | Полина Черных    | Мария Цебрий         | Д.Ю. Андрианов, Евгений Архипов  |
| Б2  | Москвич 2 (Москва)         | Софья Оразалина        | Карина Курак          | Арина Русина          | Дарья Буракова   | Екатерина Прыткова   | Д.Ю. Андрианов, Евгений Архипов  |
| Б3  | Челябинская область        | Виктория Дружинина     | Александра Бартко     | Кристина Савушкина    | Анна Щупко       | Властелина Бегашева  | А.В. Житняк                      |
| Б4  | Краснодарский край 2       | Ольга Жаркова          | Мария Игнатенко       | Софья Ткач            | Ирина Полетаева  | Полина Мурзина       | Н.В. Налимова, Ефим Жиделев      |
| Б5  | ТиЛайн (Москва)            | Анастасия Борисова     | Надежда Куликова      | Маргарита Нестерова   | Наталья Хвацкая  | Светлана Орлова      | Е.С. Биктимирова                 |
| Б6  | Московская область 3       | Софья Румянцева        | Екатерина Пономарчук  | Арина Белинская       | Татьяна Рылова   |                      | Татьяна Лукина, Марина Веренич   |
| Б7  | Санкт-Петербург 5          | Виктория Енбаева (4-й) | Диана Маргарян (скип) | Анастасия Кильчевская | Арина Артамонова | Инга Наумец          | Алексей Целоусов                 |
| Б8  | Енисей (Красноярский край) | Анна Самойлик          | Кристина Дудко        | Анастасия Косогор     | Елена Комлева    | Анастасия Кривошеева | Анна Самойлик, В.В. Величко      |
| Б9  | Калининград 1              | Алиса Мирошниченко     | Виолетта Ниперс       | Софья Алферьева       | Алина Захарова   | Анастасия Рязанцева  | А.Н. Мирошниченко, В.И. Фёдорова |
| Б10 | Новосибирская область      | Александра Стояросова  | Екатерина Кунгурова   | Александра Мозжерина  | Татьяна Филюшова |                      | Артём Шмаков, А.Н. Артемьев      |

### Групповой этап
|     | Команда (скип)                                | Б1   | Б2   | Б3   | Б4   | Б5   | Б6   | Б7   | Б8   | Б9   | Б10 | В | П | DSC, см | Место |
| --- | --------------------------------------------- | ---- | ---- | ---- | ---- | ---- | ---- | ---- | ---- | ---- | --- | - | - | ------- | ----- |
| Б1  | Москвич 1 (Ксения Новикова)                   | *    | 8:1  | 10:1 | 1:10 | 7:2  | 14:1 | 3:5  | 3:9  | 5:3  | 6:5 | 6 | 3 | 90,57   | 3     |
| Б2  | Москвич 2 (Софья Оразалина)                   | 1:8  | *    | 6:2  | 5:4  | 8:3  | 12:2 | 5:4  | 9:1  | 4:5  | 5:7 | 6 | 3 | 100,32  | 4     |
| Б3  | Челябинская область (Виктория Дружинина)      | 1:10 | 2:3  | *    | 2:10 | 6:5  | 8:2  | 6:5  | 6:2  | 2:6  | 2:6 | 4 | 5 | 84,39   | 7     |
| Б4  | Краснодарский край 2 (Ольга Жаркова)          | 10:1 | 4:5  | 10:2 | *    | 10:3 | 8:2  | 7:1  | 8:2  | 8:11 | 5:3 | 7 | 2 | 61,51   | 1     |
| Б5  | ТиЛайн (Анастасия Борисова)                   | 2:7  | 3:8  | 5:6  | 3:10 | *    | 9:1  | 2:11 | 3:7  | 7:9  | 1:7 | 1 | 8 | 89,78   | 9     |
| Б6  | Московская область 3 (Софья Румянцева)        | 1:14 | 2:12 | 2:8  | 2:8  | 1:9  | *    | 2:9  | 2:11 | 0:8  | 3:6 | 0 | 9 | 119,51  | 10    |
| Б7  | Санкт-Петербург 5 (Диана Маргарян)            | 5:3  | 4:5  | 5:6  | 1:7  | 11:2 | 9:2  | *    | 6:2  | 8:5  | 2:5 | 5 | 4 | 52,12   | 5     |
| Б8  | Енисей (Анна Самойлик)                        | 9:3  | 1:9  | 2:6  | 2:8  | 7:3  | 11:2 | 2:6  | *    | 7:3  | 2:7 | 4 | 5 | 67,99   | 8     |
| Б9  | Калининград 1 (Алиса Мирошниченко)            | 3:5  | 5:4  | 6:2  | 11:8 | 9:7  | 8:0  | 5:8  | 3:7  | *    | 2:6 | 5 | 4 | 61,04   | 6     |
| Б10 | Новосибирская область (Александра Стояросова) | 5:6  | 7:5  | 6:2  | 3:5  | 7:1  | 6:3  | 5:2  | 7:2  | 6:2  | *   | 7 | 2 | 56,94   | 2     |

     Проходят в плей-офф

### Плей-офф
|  | Четвертьфиналы | Четвертьфиналы                                | Четвертьфиналы              |   |  | Полуфинал | Полуфинал                            | Полуфинал |  |  | Финал                                | Финал                                         | Финал |
|  |                |                                               |                             |   |  |           |                                      |           |  |  |                                      |                                               |       |
|  | 1              | Краснодарский край 2 (Ольга Жаркова)          | 6                           |   |  |           |                                      |           |  |  |                                      |                                               |       |
|  | 2              | Новосибирская область (Александра Стояросова) | 8                           |   |  |           |                                      |           |  |  |                                      | Новосибирская область (Александра Стояросова) | 1     |
|  |                |                                               |                             |   |  |           | Краснодарский край 2 (Ольга Жаркова) | 6         |  |  | Краснодарский край 2 (Ольга Жаркова) | 9                                             |       |
|  |                |                                               | Москвич 2 (Софья Оразалина) | 4 |  |           |                                      |           |  |  |                                      |                                               |       |
|  | 3              | Москвич 1 (Ксения Новикова)                   | 5                           |   |  |           |                                      |           |  |  |                                      |                                               |       |
|  | 4              | Москвич 2 (Софья Оразалина)                   | 8                           |   |  |           |                                      |           |  |  |                                      |                                               |       |

|  | Матч за 3-е место           |                             |                             |                             |                             |                             |                             |                             |                             |   |
|  |                             |                             |                             |                             |                             |                             |                             |                             |                             |   |
|  | Москвич 2 (Софья Оразалина) | Москвич 2 (Софья Оразалина) | Москвич 2 (Софья Оразалина) | Москвич 2 (Софья Оразалина) | Москвич 2 (Софья Оразалина) | Москвич 2 (Софья Оразалина) | Москвич 2 (Софья Оразалина) | Москвич 2 (Софья Оразалина) | Москвич 2 (Софья Оразалина) | 2 |
|  | Москвич 2 (Софья Оразалина) | Москвич 2 (Софья Оразалина) | Москвич 2 (Софья Оразалина) | Москвич 2 (Софья Оразалина) | Москвич 2 (Софья Оразалина) | Москвич 2 (Софья Оразалина) | Москвич 2 (Софья Оразалина) | Москвич 2 (Софья Оразалина) | Москвич 2 (Софья Оразалина) | 2 |
|  | Москвич 1 (Ксения Новикова) | Москвич 1 (Ксения Новикова) | Москвич 1 (Ксения Новикова) | Москвич 1 (Ксения Новикова) | Москвич 1 (Ксения Новикова) | Москвич 1 (Ксения Новикова) | Москвич 1 (Ксения Новикова) | Москвич 1 (Ксения Новикова) | Москвич 1 (Ксения Новикова) | 8 |
|  | Москвич 1 (Ксения Новикова) | Москвич 1 (Ксения Новикова) | Москвич 1 (Ксения Новикова) | Москвич 1 (Ксения Новикова) | Москвич 1 (Ксения Новикова) | Москвич 1 (Ксения Новикова) | Москвич 1 (Ксения Новикова) | Москвич 1 (Ксения Новикова) | Москвич 1 (Ксения Новикова) | 8 |

Четвертьфиналы. 16 декабря, 10:30
1-я команда против 2-й
| Площадка A                                    | 1 | 2 | 3 | 4 | 5 | 6 | 7 | 8 | Всего |
| Краснодарский край 2 (Ольга Жаркова)          | 0 | 2 | 2 | 1 | 0 | 1 | 0 | 0 | 6     |
| Новосибирская область (Александра Стояросова) | 1 | 0 | 0 | 0 | 2 | 0 | 3 | 2 | 8     |

3-я команда против 4-й
| Площадка E                  | 1 | 2 | 3 | 4 | 5 | 6 | 7 | 8 | Всего |
| Москвич 2 (Софья Оразалина) | 1 | 3 | 0 | 1 | 1 | 0 | 1 | 1 | 8     |
| Москвич 1 (Ксения Новикова) | 0 | 0 | 3 | 0 | 0 | 2 | 0 | 0 | 5     |

Полуфинал. 16 декабря, 18:00
| Площадка B                           | 1 | 2 | 3 | 4 | 5 | 6 | 7 | 8 | Всего |
| Краснодарский край 2 (Ольга Жаркова) | 0 | 1 | 0 | 3 | 1 | 1 | 0 | X | 6     |
| Москвич 2 (Софья Оразалина)          | 2 | 0 | 1 | 0 | 0 | 0 | 1 | X | 4     |

Матч за 3-е место. 17 декабря, 10:30
| Команда                     | 1 | 2 | 3 | 4 | 5 | 6 | 7 | 8 | Всего |
| Москвич 2 (Софья Оразалина) | 1 | 0 | 0 | 0 | 1 | 0 | X | X | 2     |
| Москвич 1 (Ксения Новикова) | 0 | 0 | 3 | 1 | 0 | 4 | X | X | 8     |

Финал. 17 декабря, 10:30
| Команда                                       | 1 | 2 | 3 | 4 | 5 | 6 | 7 | 8 | Всего |
| Новосибирская область (Александра Стояросова) | 0 | 0 | 0 | 0 | 1 | 0 | X | X | 1     |
| Краснодарский край 2 (Ольга Жаркова)          | 1 | 2 | 3 | 2 | 0 | 1 | X | X | 9     |

## Итоговая классификация
| Место | Команда                         | Скип                  | И  | В  | П | DSC, см |
| ----- | ------------------------------- | --------------------- | -- | -- | - | ------- |
| 1     | Санкт-Петербург 1               | Алина Ковалёва        | 11 | 10 | 1 | 49,49   |
| 2     | Краснодарский край 1            | Анна Сидорова         | 12 | 9  | 3 | 84,91   |
| 3     | Московская область 2            | Ольга Котельникова    | 12 | 8  | 4 | 42,61   |
| 4     | Санкт-Петербург 4               | Маргарита Евдокимова  | 11 | 4  | 7 | 92,09   |
| 5     | Иркутская область — Комсомолл 1 | Елизавета Трухина     | 9  | 4  | 5 | 49,09   |
| 6     | Москвич-Зекурион                | Алина Биктимирова     | 9  | 4  | 5 | 64,93   |
| 7     | УОР 2                           | Ирина Низовцева       | 9  | 4  | 5 | 76,30   |
| 8     | ШВСМ по ЗВС — Санкт-Петербург   | Анастасия Бабарыкина  | 9  | 3  | 6 | 82,81   |
| 9     | Сборная Москвы                  | Евгения Мамыкина      | 9  | 2  | 7 | 51,80   |
| 10    | Московская область 1            | Влада Румянцева       | 9  | 2  | 7 | 87,05   |
| 11    | Краснодарский край 2            | Ольга Жаркова         | 12 | 9  | 3 | 61,51   |
| 12    | Новосибирская область           | Александра Стояросова | 11 | 8  | 3 | 56,94   |
| 13    | Москвич 1                       | Ксения Новикова       | 11 | 7  | 4 | 90,57   |
| 14    | Москвич 2                       | Софья Оразалина       | 12 | 7  | 5 | 100,32  |
| 15    | Санкт-Петербург 5               | Диана Маргарян        | 9  | 5  | 4 | 52,12   |
| 16    | Калининград 1                   | Алиса Мирошниченко    | 9  | 5  | 4 | 61,04   |
| 17    | Челябинская область             | Виктория Дружинина    | 9  | 4  | 5 | 84,39   |
| 18    | Енисей                          | Анна Самойлик         | 9  | 4  | 5 | 67,99   |
| 19    | ТиЛайн                          | Анастасия Борисова    | 9  | 1  | 8 | 89,78   |
| 20    | Московская область 3            | Софья Румянцева       | 9  | 0  | 9 | 119,51  |

     На следующем чемпионате переходят в турнир группы «Б»
     На следующем чемпионате переходят в турнир группы «А»